# Медісон (округ, Монтана)
Шаблон:StateAbbr_ 45°18′ пн. ш. 111°55′ зх. д. / 45.3° пн. ш. 111.92° зх. д.
Округ Медісон (англ. Madison County) — округ (графство) у штаті Монтана, США. Ідентифікатор округу 30057.

## Історія
Округ утворений 1865 року.

## Демографія
За даними перепису
2000 року
загальне населення округу становило 6851 осіб, усе сільське.
Серед мешканців округу чоловіків було 3465, а жінок — 3386. В окрузі було 2956 домогосподарств, 1921 родин, які мешкали в 4671 будинках.
Середній розмір родини становив 2,85.
Віковий розподіл населення поданий у таблиці:
| Стать    | До 15 років | 15-21 | 22-29 | 30-39 | 40-49 | 50-65 | 65-85 | Понад 85 |
| -------- | ----------- | ----- | ----- | ----- | ----- | ----- | ----- | -------- |
| Чоловіки | 581         | 303   | 239   | 398   | 607   | 760   | 531   | 46       |
| Жінки    | 615         | 261   | 215   | 421   | 582   | 693   | 506   | 93       |

## Суміжні округи
- Джефферсон — північ
- Галлатін — схід
- Фремонт, Айдахо — південь
- Бівергед — південний захід
- Сілвер-Бау — північний захід

## Виноски
1. ↑  US Decennial Census. US Census Bureau. Архів оригіналу за 19 липня 2018. Процитовано 29 листопада 2014.
2. ↑  Historical Census Browser. University of Virginia Library. Архів оригіналу за 11 серпня 2012. Процитовано 29 листопада 2014.
3. ↑  Population of Counties by Decennial Census: 1900 to 1990. US Census Bureau. Архів оригіналу за 22 вересня 2018. Процитовано 29 листопада 2014.
4. ↑  Census 2000 PHC-T-4. Ranking Tables for Counties: 1990 and 2000 (PDF). US Census Bureau. Архів оригіналу (PDF) за 18 грудня 2014. Процитовано 29 листопада 2014.
5. ↑  State & County QuickFacts. US Census Bureau. Архів оригіналу за 6 червня 2011. Процитовано 15 вересня 2013.(англ.) Наведено за англійською вікіпедією.
6. ↑  American FactFinder. Бюро перепису населення США. Архів оригіналу за 26 лютого 2012. Процитовано 31 січня 2008.

| США | Це незавершена стаття з географії США. Ви можете допомогти проєкту, виправивши або дописавши її. |